# Steve McQueen (reżyser)
Sir Steve McQueen CBE (ur. 9 października 1969 w Londynie) – brytyjski reżyser, scenarzysta i producent filmowy. Zdobywca Złotej Kamery na 61. MFF w Cannes za film Głód (2008), laureat Oscara za najlepszy film za Zniewolonego (2013), Nagrody Turnera i BAFTA.
Za zasługi na rzecz sztuki wizualnej został odznaczony w 2011 roku Komandorią Orderu Imperium Brytyjskiego (CBE).
W 2022 roku otrzymał tytuł szlachecki.

## Filmografia
Reżyseria
- 2008: Głód (Hunger)
- 2011: Wstyd (Shame)
- 2013: Zniewolony (12 Years a Slave)
- 2018: Wdowy (Widows)
- 2020: Small Axe

Scenariusz
- 2008: Głód (Hunger)
- 2011: Wstyd (Shame)
- 2018: Wdowy (Widows)
- 2020: Small Axe